# Aglyptodactylus madagascariensis
Az Aglyptodactylus madagascariensis a kétéltűek (Amphibia) osztályába, a békák (Anura) rendjébe és az aranybékafélék (Mantellidae) családba tartozó faj. 

## Elterjedése
A faj Madagaszkár endemikus faja. A sziget keleti oldalán, 2000 m-es magasságig honos. Nevét magáról a szigetről kapta.

## Megjelenése
Közepes méretű békafaj. A hímek hossza 41,0 mm, a nőstényeké elérheti az 53 mm-t. Mellső lába úszóhártya nélküli. Háti bőre sima, egyenletesen barna színű, feje oldalán hosszanti fekete csíkokkal. A hímeknek enyhén nyújtható hanghólyagjuk van, és párzási időszakban részben sárgás színűek.   

## Természetvédelmi helyzete
A vörös lista a nem veszélyeztetett fajok között tartja nyilván.